# Élections législatives zaïroises de 1975
Les élections législatives zaïroises de 1975 se déroulent le 2 novembre 1975 afin de pourvoir les 244 sièges du Conseil législatif national du MPR de la république du Zaïre. Le pays est alors un régime à parti unique sous l'égide du Mouvement populaire de la Révolution du président Mobutu Sese Seko. Le scrutin a lieu pour la première et dernière fois par acclamation publique, en remplacement du système des urnes jugé « compliqué et couteux ». Le MPR fait ainsi élire l'ensemble de ses candidats aux postes de députés, dits commissaires du peuple. 

## Contexte

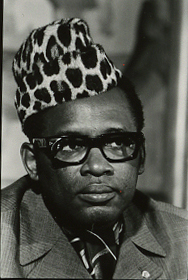
Joseph Mobutu en 1976.

Ces élections, non libres, ont lieu sous la dictature de Mobutu Sese Seko, à la tête du pays à la suite de son coup d'État de 1965 dans ce qui est alors la République démocratique du Congo. Mobutu promulgue en 1970 une nouvelle constitution approuvée par référendum en juin 1967, puis se faire élire président le premier novembre 1970 lors d'une présidentielle où il recueille officiellement « 100,3 % » du total des inscrits. Les élections législatives organisées quinze jours plus tard sont remportées par le Mouvement populaire de la Révolution, fondé par Mobutu en mai 1967 et seul alors autorisé à concourir. Le MPR est officiellement érigé en parti unique lors d'une révision constitutionnelle moins de trois mois plus tard
Au cours des années suivantes, l'assemblée n'exerce aucune influence sur la politique de la nation, se limitant à une assemblée de tamponnement des lois préparées par le Bureau politique du MPR. Ce rôle est officialisé lors de la révision constitutionnelle du 15 août 1974, véritable nouvelle constitution en soi qui consacre la suprématie du parti sur l'État. Le gouvernement prend le nom de Conseil exécutif du MPR et l'assemblée nationale celui de Conseil législatif national du MPR. Ses membres, dont le nombre est réduit de 420 en 1970 à 244, prennent le nom de commissaires du peuple.
Sous couvert d'une politique d'authenticité africaine, dite Zaïrianisation, la plupart des villes changent de nom, de même que le pays qui devient officiellement le Zaïre et change de drapeau, tandis que Joseph Mobutu se renomme Mobutu Sese Seko et accentue son culte de la personnalité, la constitution « consacrant le Mobutisme comme doctrine du Mouvement populaire de la Révolution ».

## Mode de scrutin
Le parlement de la RDC est unicaméral. Les 244 commissaires du peuple de l'Assemblée nationale sont élus pour cinq ans au scrutin de liste dans 38 circonscriptions plurinominales correspondants aux sous régions du pays plus la capitale Kinshasa, à raison d'un commissaire par tranche de 100 000 habitants, plus un commissaire supplémentaire pour une éventuelle tranche restante de 50 000 habitants,.
Le mandat de Commissaire du peuple est incompatible avec les fonctions de membre des forces armées ou de fonctionnaires de l'état, et ceux-ci doivent démissionner au préalable pour se présenter aux élections.  
Seuls peuvent se porter candidats les membres du Mouvement populaire de la Révolution âgés d'au moins 25 ans et ayant payé une caution dont le montant équivaut à 200 $ de l'époque. Environ 1 300 candidats effectuent la démarche. Ils sont ensuite sélectionnés par le Bureau politique du MPR avec leurs suppléants sur la base de rapports sur chacun des candidats établis par les cellules locales et régionales du MPR,.

### Mise en œuvre
Le vote n'est ni libre ni secret. Les électeurs n'ont en effet que la possibilité de se prononcer en faveur ou non de l'ensemble de la liste du MPR dans leurs circonscriptions. Ils doivent pour cela exprimer publiquement leur vote lors de rassemblements populaires, le plus souvent organisés dans des stades. Au cas où la liste ne recueillerait pas l'approbation populaire, il est mis en place un nouveau rassemblement sur la base d'une nouvelle liste.

## Résultats
Sur les 244 candidats élus, 217 sont des hommes et 27 des femmes.
|       |                                      |        |     |  |  |  |  |  |  |
| Parti | Parti                                | Sièges | +/– |  |  |  |  |  |  |
|       | Mouvement populaire de la Révolution | 244    | 176 |  |  |  |  |  |  |
|       |                                      |        |     |  |  |  |  |  |  |
| Total | Total                                | 244    | 176 |  |  |  |  |  |  |

## Suites
Le président Mobutu réorganise le gouvernement du Conseil executif national ainsi que le bureau politique du MPR le 4 février 1976.